# كليف كارول
كليف كارول (بالإنجليزية: Cliff Carroll)‏ هو لاعب كرة قاعدة أمريكي، ولد في 18 أكتوبر 1859 في مقاطعة لي في الولايات المتحدة، وتوفي في 12 يونيو 1923 في بورتلاند في الولايات المتحدة.

## وصلات خارجية
- كليف كارول على موقعبيزبول رفرنس.كوم (الدوري الرئيسي) (الإنجليزية)
- كليف كارول على موقعبيزبول رفرنس.كوم (الدوري الثانوي) (الإنجليزية)